# Przytyk
Przytyk è un comune rurale polacco del distretto di Radom, nel voivodato della Masovia.
Ricopre una superficie di 134,12 km² e nel 2004 contava 7 080 abitanti.